# Shuhei Akasaki
Shuhei Akasaki (赤﨑 秀平, nascut l'1 de setembre de 1991) és un futbolista professional japonès que juga com a davanter al Kashima Antlers de la primera divisió japonesa.